# البياضية (الأقصر)
مدينة البياضية هي قاعدة مركز البياضية في محافظة الأقصر في جمهورية مصر العربية. حسب إحصاءات سنة 2006، بلغ إجمالي السكان في مدينة البياضية 16241 نسمة، منهم 7503 رجل و8738 امرأة.